# Salvador Castaneda Castro
Salvador Castaneda Castro, född 6 augusti 1888, död 5 mars 1965, var president i El Salvador från 1 mars 1945 till 14 december 1948.